# Пепси-Кола Мастърс 1970
Пепси-Кола Мастърс 1970 (В първите две издания турнира носи името на основния спонсор Пепси-Кола, като тази традиция се запазва и в по-сетнешните издания на веригата Гран При) е тенис турнир, организиран на закрити хард-кортове в Токио Метрополитън Гимнасиъм в Токио, Япония. Това е първото издание от Мастърс Гран При, проведен между 9 и 15 декември 1970 г. Включва схеми на сингъл и двойки, състоящи се единствено от предварителен кръг. Стан Смит (САЩ) печели първата титла на сингъл и на двойки (с партньор Артър Аш (САЩ)).
| -                | Кен Розуeл  | Ж. Франулович | Артър Аш    | Стан Смит   | Род Лейвър  | Ян Кодеш    |
| ---------------- | ----------- | ------------- | ----------- | ----------- | ----------- | ----------- |
| Кен Розуел       | -           | 6-3,6-3       | 6-3,6-4     | 4-6,5-6     | 6-5,3-6,5-6 | 6-5,6-4     |
| Желко Франулович | 3-6,3-6     | -             | 5-6,6-3,2-6 | 1-6,6-5,1-6 | 5-6,6-3,2-6 | 6-2,3-6,6-3 |
| Артър Аш         | 3-6,4-6     | 6-5,3-6,6-2   | -           | 3-6,6-3-6-5 | 3-6,2-6     | 6-3,4-6,6-3 |
| Стан Смит        | 6-4,6-5     | 6-1,5-6,6-1   | 6-3,3-6,5-6 | -           | 4-6,6-3,6-4 | 6-3,6-5     |
| Род Лейвър       | 5-6,6-3,6-5 | 6-5,3-6,6-2   | 6-3,6-2     | 6-4,3-6,4-6 | -           | 6-4,3-6     |
| Ян Кодеш         | 6-5,4-6     | 2-6,6-3,3-6   | 3-6,6-4,3-6 | 3-6,5-6     | 4-6,3-6     | -           |

| Играч        | Пр.кр. П-З | Сетове С-З | Геймове С-З | Класиране |
| ------------ | ---------- | ---------- | ----------- | --------- |
| Смит         | 4-1        | 9–3        | 71–53       | 1         |
| Род Лейвър   | 4-1        | 9–3        | 69–55       | 2         |
| Кен Розуел   | 3-2        | 6–4        | 59–51       | 3         |
| Артър Аш     | 3-2        | 6–7        | 58–53       | 4         |
| Ж.Франулович | 1-4        | 5–9        | 55–70       | 5         |
| Ян Кодеш     | 0-5        | 2–7        | 47–67       | 6         |

С-З – спечелени – загубени

П-З – победи – загуби

Пр.кр. – предварителен кръг